# 孔雀六
孔雀六 (δ Pav / δ Pavonis) 是位於孔雀座，距離地球19.9光年的一顆恆星。

## 觀測
它是一顆光譜類型為G8IV的次巨星，意味著它在核心的氫停止核融合後會開始進行成為紅巨星的過程。由於這個原因，雖然它的溫度比太陽低，但仍比太陽明亮。它的質量是99.1%太陽質量，但半徑是太陽的122%。表面的對流層深入至大約恆星半徑的43.1%，但質量僅佔4.8%。
對這顆恆星的光譜檢測顯示它的金屬 (天文學家對比氦重的元素的稱呼) 豐度比太陽高，這個數值是鐵和氫相對於太陽大氣層中的比率(因為在恆星大氣中，鐵是相對來說較易於測量的元素)。對孔雀六，金屬量大約是：
{\displaystyle {\begin{smallmatrix}\left[{\frac {Fe}{H}}\right]\ =\ 0.33\end{smallmatrix}}}
(這種標示是用對數標示出鐵和氫相對於太陽的比例。) 這相當於鐵的豐度比太陽中的量高了214%。過去的研究顯示，重元素的豐度與行星系的存在與否是有關聯性的。
這顆恆星的年齡範圍在66-69億歲之間，亮度已經比它成為零齡主序星時增加了60% (後期的增加與太陽相似)，孔雀六在銀河系中的軌道與太陽的相似。目前還沒有發現有行星或伴星在軌道中環繞。

## 尋找地球外有智慧生物(SETI)
這顆恆星被SETI協會的Jill Tarter和Maggie Turnbull 選定做為"最佳SETI目標"的鄰近恆星。孔雀六是最靠近的不是聯星或多星的類太陽恆星系 。

## 外部連結
- (mdy). SolStation.   [November 3, 2005]. （原始内容存档于2021-01-26）.